# So Under Pressure
"So Under Pressure" er en dance-pop-sang af den australske sangerinde Dannii Minogue. Sangen blev skrevet af Minogue, Terry Ronald og LMC, og blev produceret af Lee Monteverde for Minogues femte studiealbum Club Disco (2007). Sangen blev også udgivet af den første singlen til hendes samlingsalbum The Hits & Beyond (2006). Sangteksten taler om kræftdiagnosen af Minogues søster Kylie og en navngiven ven.

## Listeplaceringer
"So Under Pressure" blev officielt udgivet i Storbritannien og Irland den 12. juni 2006. Sangen nåede nummer 20 på UK Singles Chart den 19. juni 2006, og forblev på hitlisterne i tre ugen. I Irland nåede sangen nummer 31 på Irish Singles Chart og forblev på hitlisterne i en uge. Sangen blev udgivet i Australien den 29. juni 2006 og nåede nummer 16 på hitlisten den 8. august 2006 og blev Minogues ottende single til at nå Top 20. Sangen forblev på hitlisterne i fem uger indtil den 5. september 2006.

## Musikvideo
Musikvideoen til "So Under Pressure" indeholder en scene med Minogue i et hvidt rum klædt i et sort badetøj. Hun ligger derefter oven på en hvid platform med en pyton viklet om hendes krop.

## Formater og sporliste
Britisk CD single 1
1. "So Under Pressure" (Radio Edit) – 3:20
2. "So Under Pressure" (Soulseekerz Remix) – 7:48
3. "So Under Pressure" (Extended Mix) – 6:43
4. "So Under Pressure" (Steve Pitron Remix) – 7:13
5. "So Under Pressure" (Riffs & Rays Remix) – 8:05
6. "So Under Pressure" (Thriller Jill Remix) – 8:19
7. "So Under Pressure" (Music video)

Britisk CD single 2
1. "So Under Pressure" (Radio Edit) – 3:20
2. "Feel Like I Do" – 3:48

Britisk 12" vinyl single
1. "So Under Pressure" (Extended Mix) – 6:43
2. "So Under Pressure" (Soulseekerz Remix) – 7:48

Australsk CD single 1
1. "So Under Pressure" (Radio Edit) – 3:22
2. "So Under Pressure" (Soul Seekerz Remix) – 7:47
3. "So Under Pressure" (Extended Mix) – 6:42
4. "So Under Pressure" (Steve Pitron Remix) – 7:12
5. "So Under Pressure" (Riffs & Rays Remix) – 6:47
6. "So Under Pressure" (Thriller Jill Remix) – 8:02

Australsk CD single 2
1. "So Under Pressure" (Soul Seekerz Extended Mix) – 7:48
2. "So Under Pressure" (LMC Extended Mix) – 6:42
3. "So Under Pressure" (Express Theory Mix) – 5:52
4. "So Under Pressure" (Soul Seekerz Dub) – 7:48
5. "So Under Pressure" (Radio Edit) – 3:22
6. "Feel Like I Do" – 3:49
7. "So Under Pressure" (Music video)

## Hitlister
| Hitliste (2006)                         | Placering |
| --------------------------------------- | --------- |
| Australien (ARIA)                       | 16        |
| Irland (Irish Singles Chart)            | 31        |
| Irland (Irish Dance Singles Chart)      | 6         |
| Storbritannien (UK Singles Chart)       | 20        |
| Storbritannien (UK Dance Singles Chart) | 11        |